# Хоуп, Тамара
Тамара Хоуп (англ. Tamara Hope; род. 2 ноября 1984, Торонто, Канада) — канадская актриса и музыкант.

## Биография
Хоуп начала актёрскую карьеру в 1999 году. В 2002 году она сыграла главную роль в сериале «Гвен Джонс — ученица Мерлина», а в 2008—2015 годах исполняла роль второго плана в сериале «Расследование Мёрдока».
Также Хоуп выступает как музыкант, работая в жанре инди-рок. У неё есть собственная группа The Weather Station, также она выступает вместе с популярным канадским коллективом Bruce Peninsula.

## Избранная фильмография
| Год       |    | Русское название      | Оригинальное название                 | Роль                       |
| --------- | -- | --------------------- | ------------------------------------- | -------------------------- |
| 2000      | тф | История Одри Хепбёрн  | The Audrey Hepburn Story              | Клара                      |
| 2000—2004 | с  | Пища для души         | Soul Food                             | Калли                      |
| 2003      | с  | Разрушенный город     | Shattered City: The Halifax Explosion | Беатрикс Коллинз           |
| 2004      | тф | Королева бала         | Prom Queen: The Marc Hall Story       | Карли                      |
| 2004      | ф  | Двойной агент         | Different Loyalty                     | Люси Коффилд               |
| 2004      | ф  | Давайте потанцуем     | Shall We Dance?                       | Дженна Кларк               |
| 2005      | с  | Кевин Хилл            | Kevin Hill                            | Лора Уокер                 |
| 2006      | с  | 10,5 баллов           | 10.5                                  | Эми Холлистер              |
| 2007      | с  | Регенезис             | ReGenesis                             | Джули Хеншоу               |
| 2008—2015 | с  | Расследование Мёрдока | Murdoch Mysteries                     | Эдна Брукс / Эдна Гаррисон |
| 2011      | с  | Тайные операции       | Covert Affairs                        | Эмерсон                    |
| 2012      | с  | Красавица и Чудовище  | Beauty & the Beast                    | Эмили                      |
| 2014      | с  | Перевозчик            | Transporter: The Series               | Элис                       |
| 2015      | ф  | Багровый пик          | Crimson Peak                          | светская девушка           |